# Papírová příze
Papírová příze (angl.: paper yarn, něm.: Papiergarn) je
- délková textilie z jednoho nebo více papírových (celulózových) pásků nebo
- směsová příze s hlavní komponentou z papírového pásku [1]

## Způsob výroby a vlastnosti příze

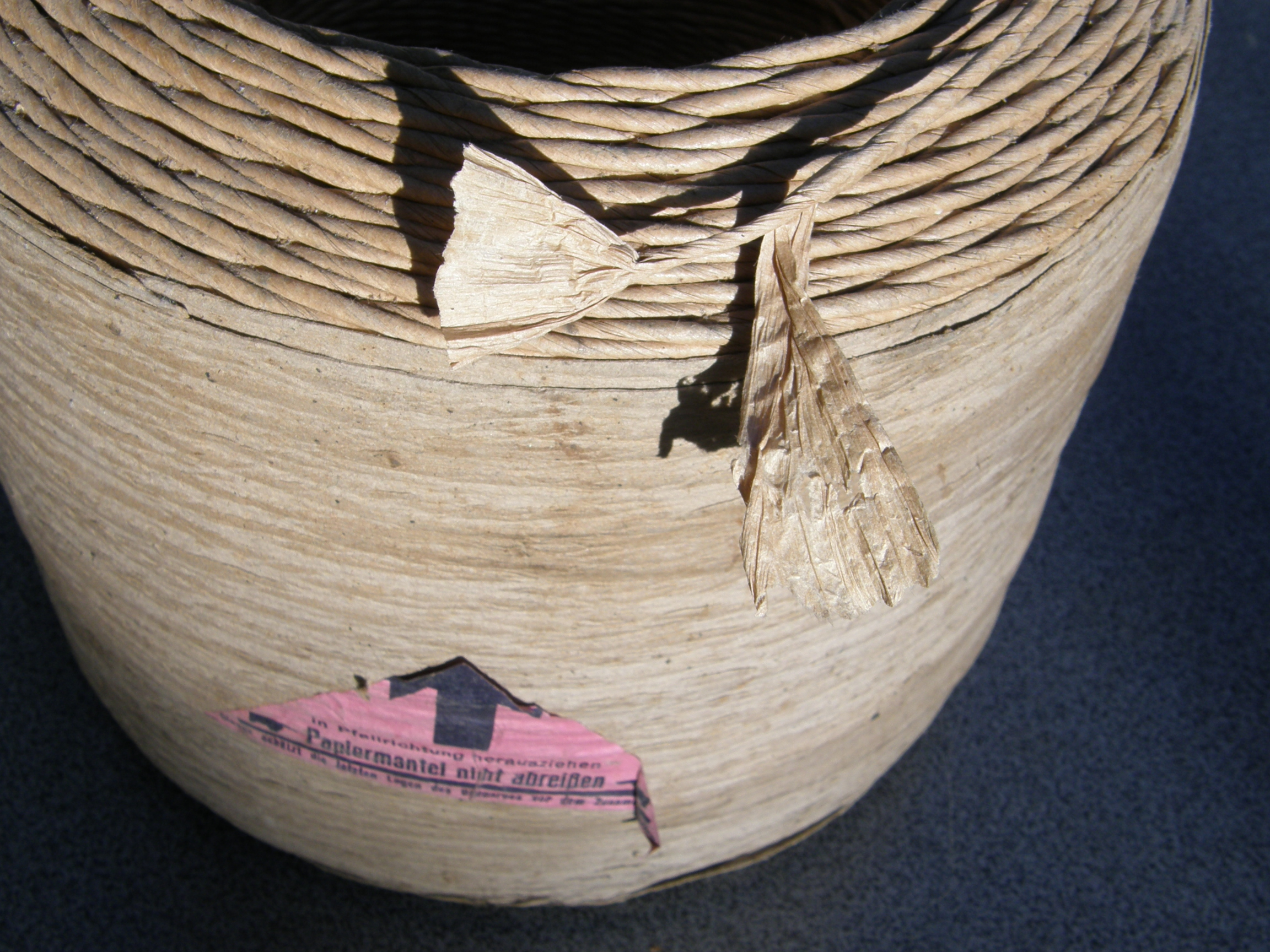
Papírový motouz s průměrem 3 mm, skaný ze dvou pásku 2 cm širokých

Technologie výroby papírové příze byla známá již před více než 100 lety. 
Papír (40–70 g/m2) se stříhá na pásky v šířce 2–15 mm. Před zpracováním se pásky zpravidla navlhčují, klíží (sodný, sirnatý nebo siřičitý papír) a impregnují hydrofobními a protiplísňovými prostředky.
Princip výroby spočívá v zakrucování resp. zaoblování papíru a navíjení příze do tvaru potáče, vytáče nebo křížové cívky. Koncem 20. století se papírové příze vyráběly na upravených (bez průtahového ústrojí) křídlových, prstencových nebo krabicových dopřádacích strojích v běžných jemnostech 33 – 1000 tex 
Nejjemnější příze se vyrábějí s průřezem 0,20 mm z papíru s plošnou hmotností 13 g/m2. 
K výši zákrutu příze se udává cca 1/6 hodnoty používané např. pro bavlněnou přízi stejné jemnosti. Pevnost běžných výrobků má dosáhnout 5–7 cN/tex (asi tolik jako příze z mykané vlny), u přízí ze speciálně připravené celulózy se dá údajně počítat až s dvojnásobkem pevnosti.

## Použití papírových přízí
Papírové příze se dají tkát, plést, háčkovat i zpracovávat na netkané textilie. 
(Rozlišení mezi papírem a netkanou textilii z papíru není jednoznačně definováno).
Plošné textilie impregnované nebo povrstvené umělou pryskyřicí se dají prát.
Z hotových výrobků se nejčastěji uvádějí:
Šňůry,  sáčky, pytle, kabelky, tapety, podkladové tkaniny na koberce, izolační materiál 

## Z historie papírových textilií

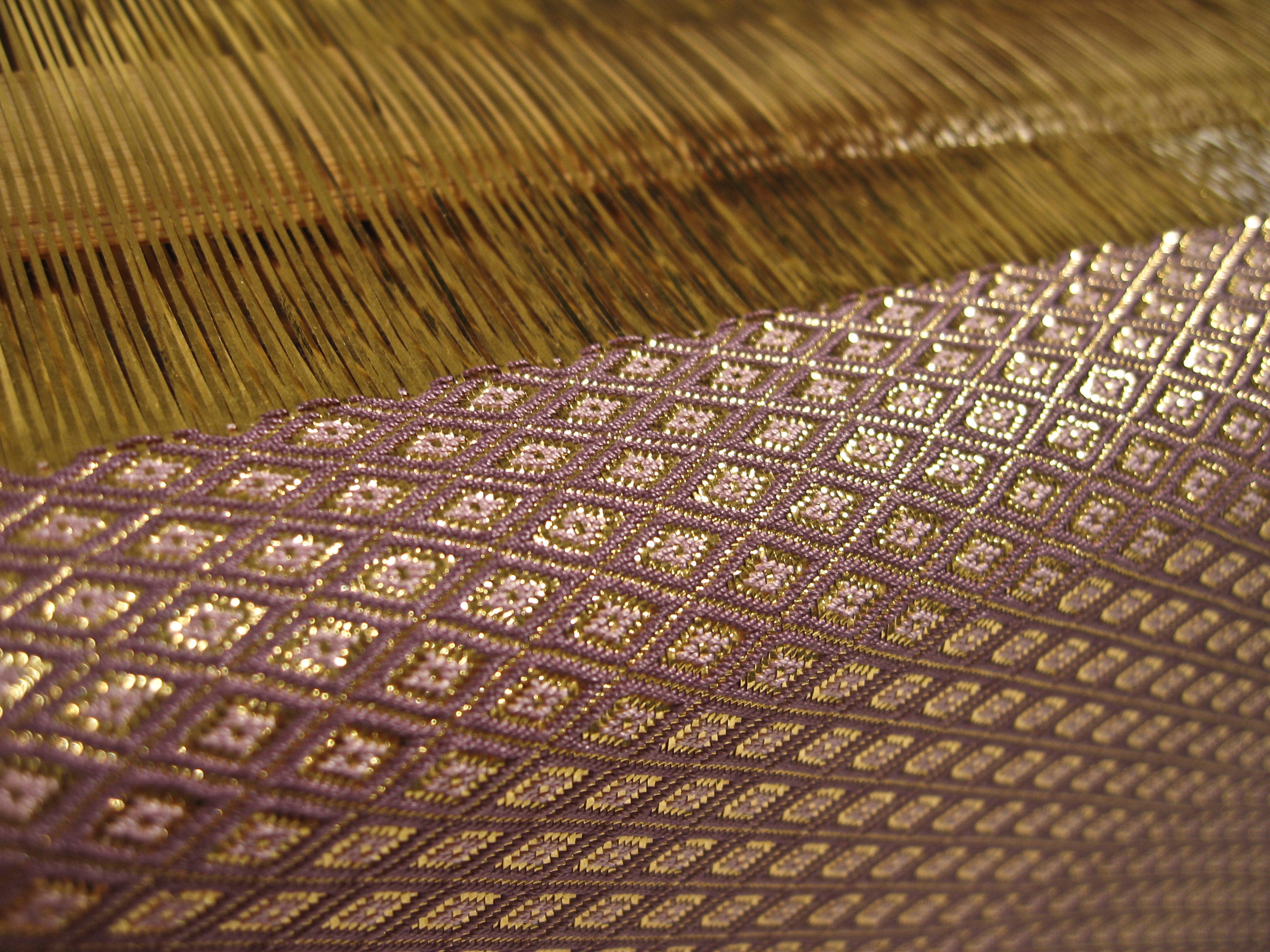
Brokát „Saga Nishiki“ na ručním tkalcovském stavu

Papírové oděvy byly známé v Japonsku už asi před 1000 lety. Pravděpodobně v 16. století se začaly vyrábět tkaniny Shifu (shi=papír, fu=tkanina) a od 19. století se zhotovují na ručních stavech exkluzivní brokáty Saga Nishiki (ukázka je na dolejším snímku) s osnovní přízí z japonského papíru povrstveného zlatem nebo stříbrem. 
V Evropě a v USA se vyrábějí papírové textilie od konce 19. století od samého počátku průmyslovým způsobem. K rozsáhlejšímu použití došlo během obou světových válek, zejména z důvodu nedostatku hodnotnějších surovin. Údaje o vyráběném množství nejsou ani lokálně ani celosvětově zveřejňovány.